# Rigosa
Rigosa ([riˈɡoːza]; Rigusa [riˈɡuza] in dialetto bergamasco) è una frazione del comune di Algua, in provincia di Bergamo, senza continuità territoriale con il capoluogo comunale.

## Storia
La località è un piccolo villaggio agricolo di antica origine, da sempre costituito in comune e parrocchia con la chiesa dedicata a sant'Antonio abate.
Il paese divenne frazione di Costa Serina su ordine di Napoleone, ma gli austriaci annullarono la decisione al loro arrivo nel 1815 con il Regno Lombardo-Veneto.
Dopo l'unità d'Italia il paese crebbe da meno di quattrocento a più di cinquecento abitanti. Fu il fascismo a decidere la soppressione del comune unendolo ad Algua di Costa Serina.